# Александрійський вірш
Александрі́йський ві́рш — римований 12-складник із цезурою посередині, обов'язковим наголосом на 6-му і 12-му складах та чергуванням парних окситонних і парокситонних рим.
Одна з форм вірша у французькій поезії, відомим прикладом якої є епічна поема «Роман про Александра Македонського» (12 ст.), хоча перші зразки спостерігалися раніше, в 11 ст. («Мандри Карла I Великого в Єрусалим та Константинополь»). Александрійський вірш став панівним віршем класицистичної трагедії (П'єр Корнель, Жан Расін). У російській поезії — це шестистопний ямб із цезурою після третьої стопи з римуванням аабб. Улюблений розмір Олександра Пушкіна (понад 2000 віршів).
Видозмінена форма александрійського вірша називається александрином: п'ятирядковий 13-складовий вірш, написаний шестистопним ямбом, римований за схемою абааб. До неї звертався І. Франко («Каменярі»). Александрійський вірш у класичному вигляді застосовував Микола Зеров (цикл «Александрійські вірші»):
О. Бургардтові
Під кровом сільських муз, в болотяній Лукрозі,
Де розум і чуття — все спить в анабіозі,
Живем ми, кинувши не Київ — Баальбек,
Оподаль від розмов, людей, бібліотек
Ми сіємо пашню на неродюче лоно.
Часами служимо владиці Аполлону,
І тліє ладан наш на вбогім олтарі.
Так в давній Ольбії захожі різьбярі
Серед буденних справ і шкурної громади
В душі плекали сон далекої Еллади
І для окружних орд, для скитів-дикунів
Різьбили з мармуру невиданих богів.